# San Antonio de la Ascensión
San Antonio de la Ascensión är en ort i Mexiko.   Den ligger i kommunen San José Iturbide och delstaten Guanajuato, i den centrala delen av landet, 220 km nordväst om huvudstaden Mexico City. San Antonio de la Ascensión ligger 2 069 meter över havet och antalet invånare är 118.
Terrängen runt San Antonio de la Ascensión är kuperad söderut, men norrut är den platt. Runt San Antonio de la Ascensión är det ganska tätbefolkat, med 124 invånare per kvadratkilometer. Närmaste större samhälle är San José Iturbide, 3,1 km sydost om San Antonio de la Ascensión. Trakten runt San Antonio de la Ascensión består till största delen av jordbruksmark.